# Лекси Мари
Лекси Мари (англ. Lexie Marie; род. 13 декабря 1985) — псевдоним американской порноактрисы Стефани Ноул.

## Биография
Лекси Мари начала работать танцовщицей экзотических танцев в клубах Финикса всего через несколько дней после своего восемнадцатилетия. Вскоре она начала сниматься обнажённой для мужских журналов и лесбийских видео. В ноябре 2004 года она подписала контракт с Vivid Entertainment и начала сниматься в порнофильмах. Через год её контракт не был обновлён и она начала сниматься для различных компаний, включая Hustler Video и Wicked Pictures.

## Премии и номинации
- 2006 номинация на AVN Award — Best Group Sex Scene, Video — Lexie & Monique Love Rocco[3]
- 2007 номинация на AVN Award — Best Supporting Actress, Film — Fade to Black 2[4]
- 2007 номинация на AVN Award — Best All-Girl Sex Scene, Film — Fade to Black 2[4]
- 2007 номинация на AVN Award — Best All-Girl Sex Scene, Video — Virtual Vivid Girl Sunny Leone (вместе с Лэнни Барби, Санни Леоне, Эми Рид, Шармейн Стар)[4]
- 2007 номинация на AVN Award — Best POV Sex Scene — POV Centerfolds 3[4]
- 2008 номинация на AVN Awards в категории Best All-Girl Sex Scene — Video за фильм «Where the Boys Aren’t 18» (вместе с Моник Александер, Лэнни Барби, Лэйси Лав, Линдси Лав, Стэфани Морган, Мэрседез, Бриана Бэнкс, Терой Патрик, Тони Робертс и Саванной Сэмсон)
- 2009 номинация на AVN Award — Best All-Girl Group Sex Scene — Where the Boys Aren’t 19 (вместе с Моник Александер, Лэнни Барби, Лэйси Лав, Линдси Лав, Стэфани Морган, Мэрседез, Бриана Бэнкс, Терой Патрик, Тони Робертс и Саванной Сэмсон)[5]